# Воля Розвинницька
Воля Розвинницька (пол. Wola Roźwienicka) — село на Надсянні, у Польщі, у гміні Розвинниця Ярославського повіту Підкарпатського воєводства.
Населення — 540 осіб (2011).

## Розташування
Знаходиться в західній частині Надсяння. Розташоване на відстані 2 км на північний захід від адміністративного центру ґміни Розвинниці, 18 км на південний захід від повітового центру Ярослава і 49 км на схід від воєводського центру Ряшева. Лежить над річкою Молочкою — правою притокою Віслоку.

## Історія
За податковим реєстром 1515 р. села Розвинниця і Воля Розвинницька були у володінні Дершняка, було 22 лани (коло 550 га) оброблюваної землі, млин, 2 корчми і піп (отже, була й церква).
За податковим реєстром 1589 р. село Воля Розвинницька належало до фортеці Ярослав, було 11 і 1/2 лану (коло 337 га) оброблюваної землі, млин, 4 вільні загородники, 3 загородники з земельною ділянкою та 2 без неї, 5 коморників з тягловою худобою і 9 без неї.
До 1772 року Воля Розвинницька входила до складу Перемишльської землі Руського воєводства Королівства Польського.
Церква в селі востаннє фіксується в шематизмі 1849 р. і відсутня в наступному шематизмі 1868 р. Польською адміністрацією Галичини продовжувалась п'ятсотрічна політика латинізації та полонізації українців.
Відповідно до «Географічного словника Королівства Польського» в 1880 р. Воля Розвинницька знаходилась у Ярославському повіті Королівства Галичини і Володимирії, у селі було 97 будинків і ще 4 на землях фільварку графа В. Дідушицького, загалом був 521 мешканець, з них 267 греко-католиків, 234 римо-католики і 20 юдеїв, греко-католики ходили до церкви парафії Полнятичі Порохницького деканату Перемишльської єпархії.
Після розпаду Австро-Угорщини і утворення 1 листопада 1918 р. Західноукраїнської Народної Республіки Воля Розвинницька разом з усім Надсянням були окуповані Польщею в результаті кривавої війни. За переписом 30 вересня 1921 р. в селі були 790 жителів, з них 433 були греко-католиками, 341 — римо-католиками, а 16 — юдеями. Воля Розвинницька входила до Ярославського повіту Львівського воєводства, в 1934—1939 рр. — у складі ґміни Розьвениця. На 1.01.1939 в селі проживало 880 мешканців, з них 310 україномовних українців-грекокатоликів, 200 польськомовних українців-грекокатоликів, 360 поляків, 10 євреїв.
16 серпня 1945 року Москва підписала й опублікувала офіційно договір з Польщею про встановлення лінії Керзона українсько-польським кордоном. Українці не могли протистояти антиукраїнському терору після Другої світової війни. Частину добровільно-примусово виселили в СРСР (365 осіб — 89 родин). Решта українців села попала в 1947 році під етнічну чистку під час проведення Операції «Вісла» і була депортована на понімецькі землі у західній та північній частині польської держави, що до 1945 належали Німеччині.
У 1975—1998 роках село належало до Перемишльського воєводства.

## Демографія
Демографічна структура станом на 31 березня 2011 року:
|          | Загалом | Допрацездатний вік | Працездатний вік | Постпрацездатний вік |
| -------- | ------- | ------------------ | ---------------- | -------------------- |
| Чоловіки | 275     | 66                 | 181              | 28                   |
| Жінки    | 265     | 66                 | 145              | 54                   |
| Разом    | 540     | 132                | 326              | 82                   |